# يورغن فريتز
يورغن فريتز (بالألمانية: Jürgen Fritz)‏ هو عازف لوحة المفاتيح ألماني، ولد في 12 مارس 1953 في كولونيا في ألمانيا.

## وصلات خارجية
- يورغن فريتز على موقع IMDb (الإنجليزية)
- يورغن فريتز على موقع ميوزك برينز (الإنجليزية)
- يورغن فريتز على موقع أول ميوزيك (الإنجليزية)
- يورغن فريتز على موقع ديسكوغز (الإنجليزية)
- يورغن فريتز على موقع ديسكوغز (الإنجليزية)